# ساندرا کیم
ساندرا کیم (به انگلیسی: Sandra Kim) (زاده ۱۵ اکتبر ۱۹۷۲) خوانندهٔ بلژیکی و زاده سن نیکولا است.
او در سال ۱۹۸۶ برنده مسابقه یوروویژن شد.